# Чефранов, Георгий Васильевич
Чефранов, Георгий Васильевич (27 февраля 1922—1 апреля 1991) — доктор философских наук, профессор Таганрогского радиотехнического института.

## Биография
Родился в городе Ахтырка Сумской области в семье священника. В 30-х годах во время голода на Украине семья вынуждена была переехать к родственникам в Воронежскую область. Как сын священника до 1936 года не имел возможности обучаться в школе. В годы войны воевал на фронте. Был ранен под Сталинградом. После ранения работал на военном заводе в Казани и одновременно обучался на физико-математический факультете Казанского университета, который окончил в 1948 году по специальности астрономия.
После окончания университета работал в Пулковской обсерватории под Ленинградом. Очевидно именно здесь у будущего философа проявился интерес к теме бесконечности. Желая получить философское образование, экстерном сдал курс философского факультета Ленинградского университета и был приглашён в аспирантуру, которую закончил в 1952 году.
В 1953 году для дальнейшей работы был направлен в Таганрог во вновь образованный Таганрогский радиотехнический институт и начал работать на кафедре высшей математики в должности ассистента. С 1956 преподаёт философию на кафедре марксизма-ленинизма. Позже становится заведующим созданной кафедры философии и научного коммунизма.
Основной темой работ философа становится понятие бесконечности, которое в работах учёного понимается не тривиально, как «комната без стен»: 

«Бесконечность — это не простая сумма кубометров, а что-то невообразимо сложное, таинственное и, вместе с тем, имеющее прямое отношение к самому смыслу существования человека и человечества».— Бог. Вселенная. Человек. с. 13.
 В 1961 году защитил кандидатскую диссертацию по теме «Некоторые вопросы бесконечности пространства-времени». Для аспирантов Чефрановым был разработан курс по философским проблемам естествознания. В 1971 году в издательстве Ростовского Государственного университета вышла книга Г. В. Чефранова «Бесконечность и интеллект». В ноябре 1972 года учёным была защищена докторская диссертация по теме «Проблемы моделирования бесконечности». Защита проходила в МГПИ. Новизна и неожиданность выводов диссертанта вызвали бурную дискуссию и сомнения в «благонадёжности» со стороны партийных органов. Утверждение диссертации ВАКом пришлось ждать пять лет.
Прямолинейность и честность Георгия Васильевича, его желание «называть вещи своими именами», доносы со стороны некоторых студентов, находящих в его лекциях антисоветское содержание в виде «тенденциозно подобранных фактов», не могли не вызвать раздражения со стороны партийных властей. Неоднократно ему грозил запрет преподавательской деятельности. Проявили интерес к учёному «компетентные органы».
Итогом развития идей философа стала работа «Принцип неразличимости части и целого (закон сохранения информации)», которая увидела свет (была депонирована) в 1987 году. Последняя статья учёного получила название «Бог, вселенная, человек», в которой он подвёл итог своих многолетних трудов.
Г. В. Чефранов умер 1 апреля 1991 года в Таганроге. Уже после его смерти в 1992 году издательством ТРТИ была выпущена книга, получившая название «Бог. Вселенная. Человек (Закон сохранения информации)».